# M-16
M-16 – dziesiąty album studyjny niemieckiej thrashmetalowej grupy Sodom z 2001.
Jest to album koncepcyjny, związany tematycznie z wojną w Wietnamie. Tytuł M-16 odnosi się do modelu karabinu używanego przez amerykańskich żołnierzy podczas tej wojny, ukazanego na okładce płyty.
Intro w utworze Napalm in the Morning zostało zaczerpnięte z filmu Czas Apokalipsy z 1979. Materiał zawiera cover utworu Surfin' Bird amerykańskiego rockandrollowego zespołu The Trashmen z 1962.
Wersja japońska zawiera dwa dodatkowe utwory Witching Metal i Devil's Attack, znane z wydanego w 1983 dema Witching Metal. 
Płyta dotarła do 88. miejsca listy Media Control Charts w Niemczech.

## Lista utworów
1. Among The Weirdcong – 5:07
2. I am the War – 4:06
3. Napalm in the Morning – 5:55
4. Mine Jumper – 3:09
5. Genocide – 4:47
6. Little Boy – 4:00
7. M-16 – 4:17
8. Lead Injection – 6:21
9. Cannon Fodder – 3:59
10. Marines – 3:52
11. Surfin' Bird (cover) – 2:57

## Skład zespołu
- Tom Angelripper – bas, wokal
- Bernd "Bernemann" Kost – gitara
- Bobby Schottkowski – perkusja